# Over Hadsten Kirke
 Ikke at forveksle med Hadsten Kirke.
Over Hadsten Kirke er en kirke i den sydlige del af stationsbyen Hadsten. Den blev opført omkring år 1200 som en annekskirke til Vitten Kirke.
I dag ses kun svage spor af den oprindelige kirke. I 1871-72 lod ejeren, greven fra Frijsenborg Christian Emil Krag-Juel-Vind-Frijs, kirken renovere. Arkitekten på denne renovering var Christian Kiilsgaaard. Kirkens nord- og sydindgange sløjfet, da det nuværende tårn blev tilføjet. Tårnrummet blev også brugt som våbenhus.
Kirken ligger majestætisk på toppen af en næsten 100 meter høj bakke. Omkring kirken fandtes tre kilder: de to mod øst var Sct. Laurentiuskilden og Munkekilden. Lidt nede mod den nuværende stationsby fandtes yderligere en kilde, kaldet Helligkilden.
Kirkens klokke er støbt hos Stallknecht i Horsens og bærer greve C.E. Friis’ navnetræk og årstallet 1874.

## Eksterne kilder og henvisninger
- Over Hadsten Kirke på KortTilKirken.dk
- Over Hadsten Kirke på danmarkskirker.natmus.dk (Danmarks Kirker, Nationalmuseet)

- Wikimedia Commons har flere filer relateret til Over Hadsten Kirke

- Kirkeskibet
- Udsigt fra tårnet
- "Nedenstaaende bør enhver Ringer vide". Klokkeregulativ fundet på loftet af kirken.
- Kirkeklokken fra 1874
- Luftfoto af Over Hadsten i 2013.